# 酿清谷酒
酿清谷酒是黑龙江省双鸭山市宝山区出产的一系列中国葡萄酒和白酒。天隆集团于2002年收购了因市场和体制等问题陷入困境的原双鸭山市集贤白酒厂，并由原国营酒厂以生产白酒为主转为生产葡萄酒为主。酿清谷白酒乃以五双工艺（即双水：湖水和泉水；双粮：高粱和糜子；双曲：用清香大曲和根霉小曲；双窖：入木板窖和地缸发酵；雙貯：陶壇和木質酒海貯存）酿成的兼香型白酒。